# 4238 Audrey
4238 Audrey è un asteroide della fascia principale. Scoperto nel 1980, presenta un'orbita caratterizzata da un semiasse maggiore pari a 2,4069761 UA e da un'eccentricità di 0,0758822, inclinata di 1,84707° rispetto all'eclittica.